# Wuffa de Estanglia

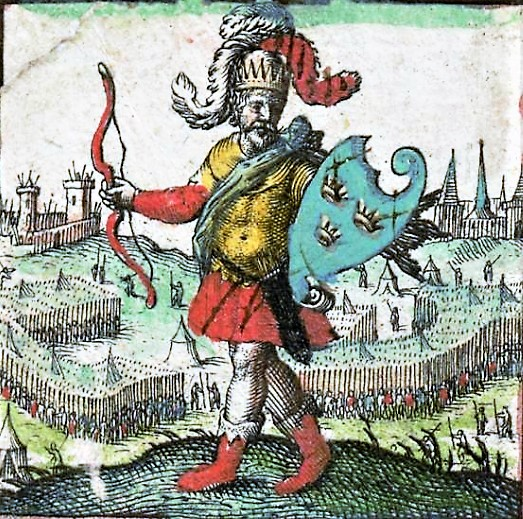
Representación imaginaria de Wuffa por John Speed, 1611: "Saxon Heptarchy".

Wuffa o Ufa (? - c. 578) fue rey de Estanglia (571-578). Hijo del rey Wehha, fue padre de su sucesor, Tytila, y abuelo de Raedwald, a quien, sin pruebas concluyentes se ha querido identificar con el personaje para el que fue realizado, a principios del siglo VII, el barco funerario de Sutton Hoo (Woodbridge, Suffolk). Los miembros de familia real de Anglia Oriental, en su recuerdo, se denominaron a sí mismos como los Wuffinga (The Wuffings). 
Su nombre, en inglés antiguo, sería el diminutivo de wolf (lobo).
| Predecesor: Wehha de Estanglia | Rey de Estanglia 571 – 578 | Sucesor: Totila de Estanglia |